# اوون کاکرین
اوون کاکرین (انگلیسی: Owen Cochrane؛ زادهٔ ۱۵ آوریل ۲۰۰۴) بازیکن فوتبال اهل بریتانیا است.